# Штибер, Здзислав
Здзислав Штибер (пол. Zdzisław Stieber; 7 июня 1903 года, Щакова — 12 октября 1980 года, Варшава) — польский славист. Член Парижского общества лингвистики (1960), академик Академии наук Польши.

## Биография
Родился 7 июня 1903 года в Щаковой, возле Хшанова, Австро-Венгрия (ныне — Польша).
Все свои исследования проводил в Кракове. После изучения химии в Ягеллонском университете в 1921—1926 годах, начал изучение лингвистики и в 1928 году получил степени магистра славянской филологии и доктора философии.
Позже он определил сферу своих научных интересов, и в 1936 году получил учёную степень доктора наук по итогам защиты диссертации, посвящённой родству лужицких языков («Stosunki pokrewieństwa języków łużyckich»).
Штибер был учителем в средней школе, позже работал ассистент-профессором Ягеллонского университета, с 1937 года являлся профессором Львовского университета на кафедре славянской филологии (до 1939 года), затем на кафедре польского языка (в период 1939—1941 и 1944—1945). Во время немецкой оккупации (1941—1944) он тайно продолжал преподавательскую деятельность. После Второй мировой войны он организовал кафедру польского языка в возрождавшемся Лодзинском университете, которую и возглавлял до 1952 года. До 1966 года был главой кафедры славянской филологии в Варшавском университете. В то же время он принял активное участие в создании институтов лингвистики и славистики Польской академии наук. С 1961 года до своего ухода на пенсию в 1973 году Штибер возглавлял Институт славистики.
Его исследовательские работы (свыше 300 наименований) посвящены в основном проблемам диалектологии (польской, украинской, словацкой, лужицкой), польскому языку периода XVII века, фонологии, морфологии, а также сравнительной грамматике славянских языков. Он принимал участие в подготовке крупных коллективных работ, таких как «Mały atlas gwar polskich» (Краков, 1957—1970), «Atlas językowy kaszubszczyzny i dialektów sąsiednich» (Вроцлав, 1964), «Atlas językowy dawnej Łemkowszczyzny» (Лодзь, 1956—1964), «Zarys gramatyki porównawczej języków słowiańskich» (Варшава, 1969—1973).
Умер 12 октября 1980 года в Варшаве.